# Ivano Brugnetti
Ivano Brugnetti (Milão, 1 de setembro de 1976) é um atleta italiano, campeão olímpico e mundial da marcha atlética.
A primeira grande conquista de Brugnetti veio no Campeonato Mundial de Atletismo de 1999, em Sevilha, na Espanha, onde chegou em segundo lugar, conquistando a medalha de prata na marcha de 50 km. Dois anos depois, porém, o vencedor da prova, German Skutygin, da Rússia, foi desclassificado por doping e ele herdou a medalha de ouro e o título mundial.
A constante participação na mais longa prova do atletismo entretanto, começou a lhe causar constantes contusões o que resultou na falta de mais bons resultados, e ele resolveu passar a disputar a distância mais curta, de 20 km. Nesta distância, Brugnetti conquistou a medalha de ouro nos Jogos Olímpicos de Atenas, em 2004.
Sem grandes colocações nos anos entre uns Jogos e outros, participou de Pequim 2008 sem conseguir manter seu título olímpico, ficando apenas em quinto lugar geral.